# Famille d'Allonville
Cette page explique l’histoire ou répertorie les différents membres de la famille d'Allonville.
Pour les articles homonymes, voir Allonville (homonymie).
La famille d’Allonville est une famille éteinte de la noblesse française, originaire d'Allonville (ou Dallonville, dans l'actuelle commune de Bailleau-l'Évêque), en Beauce.
Comptant parmi ses membres de nombreux politiciens et militaires, elle a formé trois branches : d'Allonville de Réclainville, d'Allonville d'Oysonville et d'Allonville de Louville.
La famille s'est éteinte en 1918 en la personne d'Emmanuel Armand François Marie d'Allonville d'Oysonville (1841–1918), dernier du nom mort sans postérité.

## Histoire
Arnaud Clement écrit dans La noblesse française que la famille d'Allonville, éteinte en 1918, est d'extraction féodale depuis Jean d'Allonville, chevalier en 1370. Maintenue noble le 22 janvier 1667 par Caumartin sur preuves de 1370.
Selon Gustave Chaix d'Est-Ange, la famille d'Allonville, originaire de Beauce, appartient à la noblesse chevaleresque de ce pays. Elle a eu pour berceau la seigneurie de son nom, à deux lieues de Chartres, et a pour premier auteur connu Payen d'Allonville dont le fils Maurice figure dans une charte de 1230. Albéric d'Allonville prit part à la 3e croisade ; son nom et ses armes figurent aux salles des Croisades du musée de Versailles.
La filiation est à peu près établie depuis Jean d'Allonville, chevalier, vivant en 1369, dont les deux fils, Jean et Pierre, furent les auteurs de deux grandes branches.
La branche aînée, issue de Jean, plus connue sous le nom de sa seigneurie de Louville, occupa un rang très brillant et s'éteignit avec le marquis de Louville, menin du duc de Bourgogne, puis du roi Louis XV, gentilhomme de la manche, du duc d'Anjou plus tard roi d'Espagne, décédé en 1731, et avec son frère, le chevalier d'Allonville de Louville, astronome de mérite, membre de l'Académie des sciences, brigadier des armées du roi d'Espagne, décédé en 1732. Pierre d'Allonville, chevalier, second fils de Jean Ier, est considéré, sans preuves bien certaines, comme ayant été père de Charles, seigneur d'Allonville, auquel seulement remonte la filiation rigoureusement établie des branches qui se sont perpétuées jusqu'à nos jours. Ce personnage, décédé en août 1479, occupa un rang considérable il fut maître d'hôtel, chambellan et conseiller du roi Louis XI, capitaine de cent lances, gouverneur de Montlhéry, et acquit l’importante seigneurie d'Oysonville par son mariage avec Bertranne de Richebourg. Il laissa deux fils, Simon d'Allonville, seigneur d'Oysonville, grand maître des eaux et forêts de France, décédé en janvier 1333, et Antoine d'Allonville, seigneur d'Esclimont, qui vendirent en 1488 la terre patrimoniale d'Allonville. Le plus jeune de ces deux frères n'eut que des filles. L'aîné, qui continua la lignée, laissa trois fils : Florentin, protonotaire apostolique, grand archidiacre de Meaux, François, seigneur d'Oysonville, page du roi François I", gentilhomme ordinaire de sa chambre et chevalier de l'ordre, qui continua la branche des seigneurs d'Oysonville, et Jean, seigneur de Reclainville, qui épousa Bertrande du Monceau et qui fut l'auteur de la branche des seigneurs de Reclainville, laquelle subsistait en Beauce sous Louis XVI.
François d'Allonville, seigneur d'Oysonville, laissa lui-même quatre fils : François d'Allonville, seigneur d'Oysonville, gentilhomme ordinaire de la chambre du roi, chevalier de son ordre, qui épousa Jeanne de Billy et qui continua la branche des seigneurs d'Oysonville, Charles, premier échanson du duc d'Alençon, Jean, premier écuyer du duc de Nevers, et enfin Antoine, gentilhomme ordinaire de la chambre du roi, marié en 1584 à Jacqueline de l’IsIe, dont les deux fils, Louis, seigneur du Plessis, et Pierre, seigneur du Vivier ont laissé postérité.
Jacques d'Allonville, fils de François et de Jeanne de Billy, vendit sa terre d'Oysonville et vint se fixer en Champagne par son mariage avec Anne David, fille d'un président des trésoriers de France en Champagne son fils, Edme d'Allonville, fut maintenu dans sa noblesse en 1668 par jugement de M. de Caumartin, intendant de Champagne sur preuves remontant à 1471. Cette branche fut admise aux honneurs de la cour en 1787. Son chef, le comte d'Allonville, maréchal de camp, syndic pour les ordres du clergé et de la noblesse de l'assemblée provinciale du Soissonais, baron d'Oysonville, Sgr comte de Verdelot, la Roche, Laumarémend, etc., prit part en 1789 aux assemblées de la noblesse tenues à Château-Thierry et mourut à Londres pendant l'émigration. Il avait eu deux frères, également maréchaux de camp, qui périrent l'un à la journée du 10 août 1702, en défendant les Tuileries, l'autre à l'armée de Condé en 1793. Armand-Octave, vicomte d'Allonville, issu de la même branche, né en Hanovre pendant l'émigration en 1809, général de division, sénateur du Second Empire en 1865, mourut en 1867 sans laisser de postérité de son mariage avec Mlle Finart ; mais il avait adopté un neveu de celle-ci qui se trouva ainsi en possession du nom Finart d'AllonviIle.

## Filiation
Ci-dessous, une filiation simplifiée de la famille d’Allonville :
- Étienne d'Allonville (1240-après 1319), marié avec une inconnue.
  - Inconnu d’Allonville, marié avec une inconnue.
    - Amaury d’Allonville (1295-avant 1377), marié avec une inconnue.
      - Jean d’Allonville (1325-1405 ou 1406), écuyer, seigneur d'Allonville, marié vers 1360 avec Jeanne Chenard (?- avant 1386).
        - Jehan d’Allonville (1360-après 1407 à Bailleau-l'Évêque), écuyer, seigneur d'Allonville et de Bierville, marié en 1398 avec Marguerite de Gouffier, dame de Réclainville.
          - Nicolas d’Allonville, seigneur de Réclainville, marié avec Hélye de Moulart.
            - Jean d’Allonville marié en 1499 avec Bertranne du Monceau.
              - Nicolas d’Allonville, chevalier, seigneur de Réclainville, marié en 1524 à Louville-la-Chenard avec Marguerite de Morainville.
                - Jehan II d'Allonville de Réclainville (1520-1599), gouverneur de Chartres, puis de Blois.
                - Jean d’Allonville (ca. 1526-1597), seigneur de Réclainville, seigneur du Grand Coudray et de Bierville, gouverneur, marié en 1560 à Marolles avec Marie de Mesmes de Marolles.
                  - Louis d’Allonville (1561-1615), chevalier, seigneur de Réclainville, marié en 1576 à Houdan avec Suzanne de Hallot.
                    - Pierre d’Allonville (après 1586 à La Boissière-après 1660), écuyer, seigneur de Réclainville, marié avec Marie de Maillard.
                      - Charles Louis d’Allonville (1641 à  La Boissière-?), marié en 1678 avec Charlotte du Gast (après 1642 à Précigné Saint-Martin-avant 1681).
                        - Nicolas d’Allonville (1678-?), seigneur d'Aclainville,, marié en 1712 avec Marguerite Perrier de La Chaussée.
                          - Louis Nicolas d’Allonville, seigneur du Claquin, marié en 1763 au Tartre-Gaudran avec Marie Chauvin.
                            - Armand Henry d'Allonville de Réclainville (1779- après 1844), marié vers 1800 avec Françoise Adélaïde Tocquiny de Villarceaux.
                              - Charles Sulpice d’Allonville de Réclainville, marié avec une inconnue
                                - Henri Léon d’Allonville de Réclainville (ca. 1830-?).

          - Charles d'Allonville (1400-1479 à Poinville), seigneur d'Allonville, d'Oysonville, de Chamblay, d'Esclimont, de Moreaulieu, de La Ronce, du Plessis-Saint-Benoist,  du Bréau et de Basmeville, écuyer des Écuries du roi, maître d'hôtel du roi, grand panetier, capitaine de 100 lances, gouverneur de Montlhéry et de Meulan, marié en premières noces avec Marguerite d'Escrosnes, dame d'Oysonville et de Pussay (1410-1457). Marié en secondes noces en 1459 avec Bertherauldes de Richebourg, dame d'Oysonville et du Tremblay (1440-1508).
            - Simon d’Allonville (1453-1533), marié en 1483 avec Étiennette d'Autry (1460-1493).
              - François d’Allonville (?-1568), chevalier, seigneur d'Oisonville, du Plessis-Saint-Benoist et d'Ezeaux, page de François Ier, gentilhomme de la chambre du roi et premier écuyer du connétable de Bourbon, marié en 1528 à Étampes avec Louise de Buz (1510-?).
                - François II d'Allonville d'Oysonville (1529 à Oysonville-1615), seigneur d'Oysonville, chevalier de l'ordre du roi et gentilhomme de sa chambre, marié en premières noces en 1559 avec Jeanne du Monceau, (?-1560 à Oysonville). Marié en secondes noces en 1564 à Nangis avec Jeanne de Billy, dame de Vertron.
                  - Jacques d’Allonville, seigneur d'Oysonville et de Vertron, marié en 1591 avec Anne David.
                    - Esme d’Allonville (ca. 1600-après 1663), seigneur d'Arnoncourt, de La Chaise et de Vertron, capitaine lieutenant de la compagnie royale Dorigny en 1642, intendant de Champagne en 1663, marié en 1652 avec Antoinette de Hérisson de Vigneux.
                      - François Charles d'Allonville d'Oysonville (après 1642-avant 1694 à Paris), seigneur d'Arnoncourt et de La Chaise, page du roi et capitaine de cavalerie, marié en 1691 avec Madeleine de Mosseron d'Amboise.
                      - Edme François Marcel d’Allonville d’Oysonville (1692 à Paris-1783 à Fuligny), marquis d'Allonville, seigneur de la Roche, d'Arnancourt, de La Chaise, de Fuligny et d'Aclainville, officier aux Gardes Françaises, marié en 1728 avec Antoinette Sauvage du Châtelier (1713-1793 à Fuligny).
                        - Armand Jean d'Allonville (1732 à Dommartin-1811 à Londres), comte d'Allonville, général, marié en 1764 avec Marie Jeanne Françoise Jehannot de Bartillat (1744 à Paris-1817 à Vitry-le-François).
                          - Armand François d'Allonville (1764 à Verdelot-1853 à Metz, marié en premières noces en 1793 avec Alexandrine Le Vavasseur (1769 à Dole-1799). Marié en secondes noces en 1804 en Russie avec Katharina von Münnich (1770-avant 1840).
                            - Pierre d’Allonville d’Oysonville (1814 à Saint-Pétersbourg-?), marié en 1840 à Moulins-lès-Metz avec Valérie de Lauzières-Thémines (1821 à Vitry-le-François-?).
                              - Emmanuel Armand François Marie d'Allonville d'Oysonville (1841-1918), dernier du nom, mort sans postérité.

                          - Antoine Jean-Baptiste d’Allonville d’Oysonville (1765-1811 à Londres), marié en 1807 avec Céleste Octavie de La Bourdonnaye (1787 à Rennes-1862 à Versailles).
                            - Armand-Octave-Marie d'Allonville (1809 à Hanovre-1867 à Versailles), général de division.

                          - Alexandre d’Allonville d’Oysonville (1771-1814 à Lymington), officier d'artillerie, marié avant 1808 avec Fanny Dixon.
                            - Armand Joseph d’Allonville d’Oysonville (1808 à Sainte-Lucie-?), capitaine au 1er régiment de Chasseurs d'Afrique.

                          - Alexandre Louis d'Allonville d'Oysonville (1774 à Paris-1852), préfet et conseiller d'État. marié en 1816 avec sa cousine Armande Marie-Louise d'Allonville d'Oysonville (1794-1877 à Paris).

                        - Antoine Charles Augustin d’Allonville d’Oysonville (1733 à Verdelot-1792 à Paris), sous-gouverneur du Dauphin.
                        - Antoine Charles Augustin d'Allonville (1735-1792), maréchal de camp.
                        - Jean Nicolas d’Allonville d’Oysonville (1737 à Verdelot-1793 à Berstheim), maréchal de camp.

        - Jehan d’Allonville (1370-1407), écuyer, seigneur de Louville-la-Chenard, marié en 1386 avec Catherine Le Fournier (?-après 1390).
          - Pierre d’Allonville (1387-1469), seigneur des Carneaux et de Louville, marié en 1420 à Chartres avec Jeanne de Languedouë (1400-1427).
            - Jean d’Allonville (1423-1511 à Louville), sieur de Louville, chevalier de l'ordre du roi, commissaire des maréchaux de France en 1481 et « commissaire du roi à faire les montres et les revues des ordonnances », marié en 1482 avec Madeleine de Prunelé.
              - Esme d’Allonville (1470-après 1538), seigneur de Louville, marié en 1512 avec Louise des Fiefs.
                - Jean d’Allonville (après 1513-après 1580), écuyer, seigneur d'Ollainville et de Bruyères-le-Châtel, marié en 1539 à Paris avec Jeanne de Bohan (1520-1566).
                  - Esprit d’Allonville (1554-après 1623), marié en 1587 avec Suzanne de Laval (1570-1591 à Louville-la-Chenard).
                    - Jacques d'Allonville de Louville (1591 à Louville-la-Chenard-1643) seigneur de Louville en Chartrain, marié en 1626 avec Geneviève Servien (?-1639).
                      - René d'Allonville de Louville (?-1675), chevalier, seigneur de La Rosière et de Louville, chevau-léger de la garde et gendarme de la compagnie du roi, marié en 1626 à Louville-la-Chenard avec Marguerite Baron (1612 à Paris-1680).
                        - Jacques d’Allonville de Louville (1628-1707 à Louville-la-Chenard), marié en 1663 avec Marie Charlotte Vaultier de Moyencourt (1646-1704).
                          - Charles Auguste d'Allonville de Louville (1664 à Louville-la-Chenard-1731 à Saint-Jean-de-Braye), marquis de Louville, gentilhomme ordinaire de la Chambre du roi d'Espagne, lieutenant général et gouverneur de Courtrai, marié en 1708 avec Hyacinthe Sophie Béchameil de Nointel (1690-1757).
                          - Jacques d'Allonville de Louville (1671-1732), mathématicien et astronome.

                - Louis d’Allonville, écuyer, sieur du Perruchet (Saint-Victor-de-Buthon), marié avec Anne Lamy.
                  - David d’Allonville, seigneur du Perruchet et de La Bourdinière, marié avec Angélique Coutel, sans postérité masculine.
                  - René d’Allonville (?-ca. 1634), écuyer, seigneur de La Goispière et de La Réquinière, marié en 1604 avec Marguerite des Personnes, dame de La Goispière, dont une postérité sur deux générations.

                - Nicolas d’Allonvile (?-avant 1581), seigneur du Pensier, marié avec Antoinette Le Vasseur.

## Personnalités
- Alexandre Louis d'Allonville d'Oysonville (1774-1852), le comte Louis, préfet
- Antoine Charles Augustin d'Allonville (1735-1792), maréchal de camp
- Armand François d'Allonville (1764-1853), maréchal de camp, historien
- Armand Jean d'Allonville (1732-1811), le balafré, général ;
- Armand-Octave-Marie d'Allonville (1809-1867), général de division, sénateur
- Charles Auguste d'Allonville de Louville (1664-1731), homme politique
- Charles d'Allonville (1400-1479), capitaine de cent lances, grand chambellan de France, seigneur d'Oysonville ;
- François II d'Allonville d'Oysonville (1529-1615), officier, seigneur d'Oysonville et de Vertron ;
- Jacques d'Allonville de Louville (1671-1732), mathématicien et astronome ;
- Jehan II d'Allonville de Réclainville (1520-1599), gouverneur de Chartres, puis de Blois.

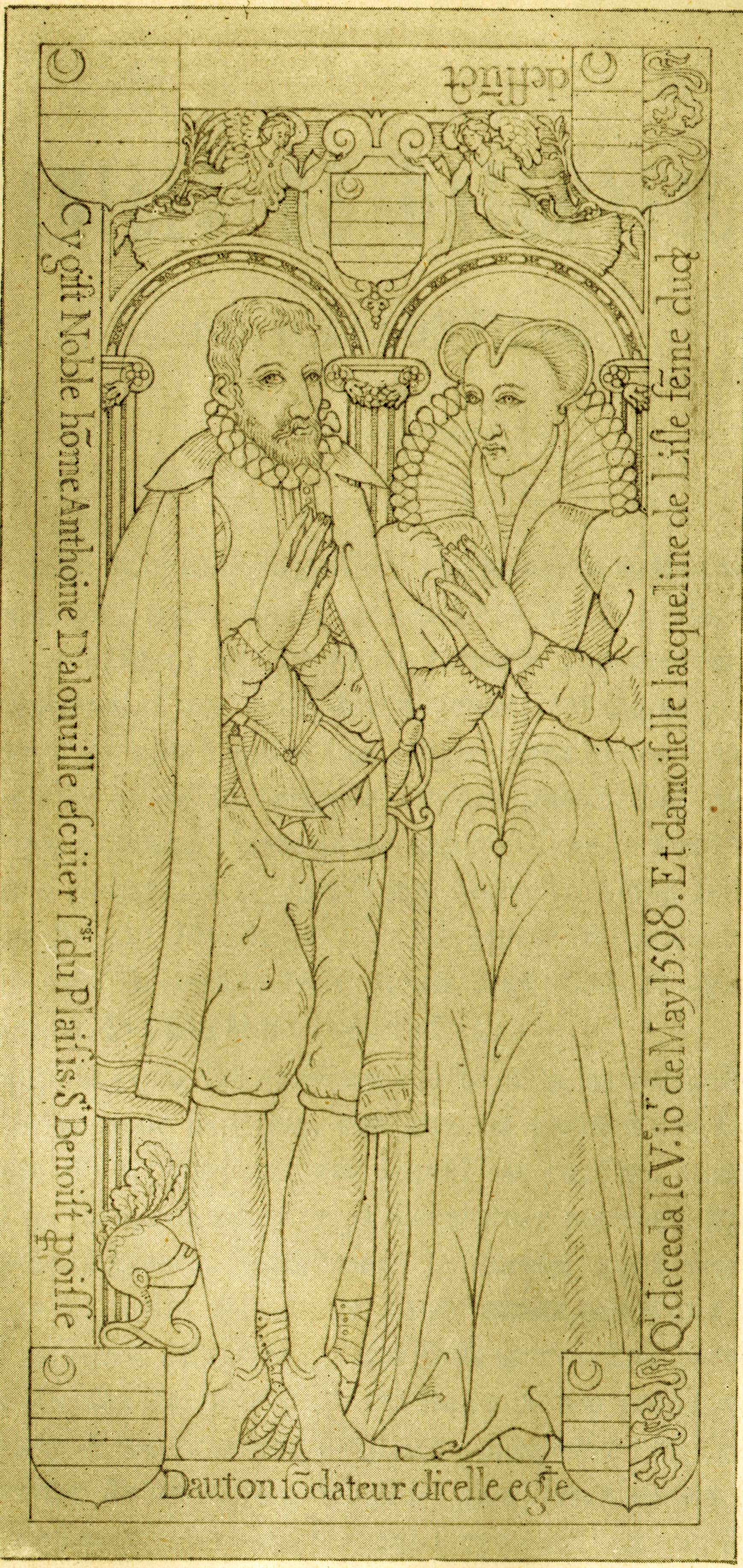
Tombeau d'Antoine d'Allonville
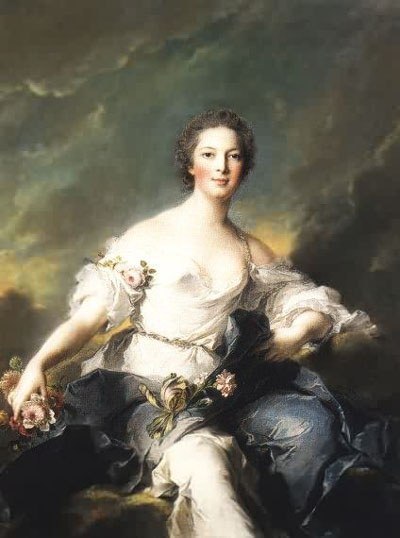
Angélique d'Allonville de Louville
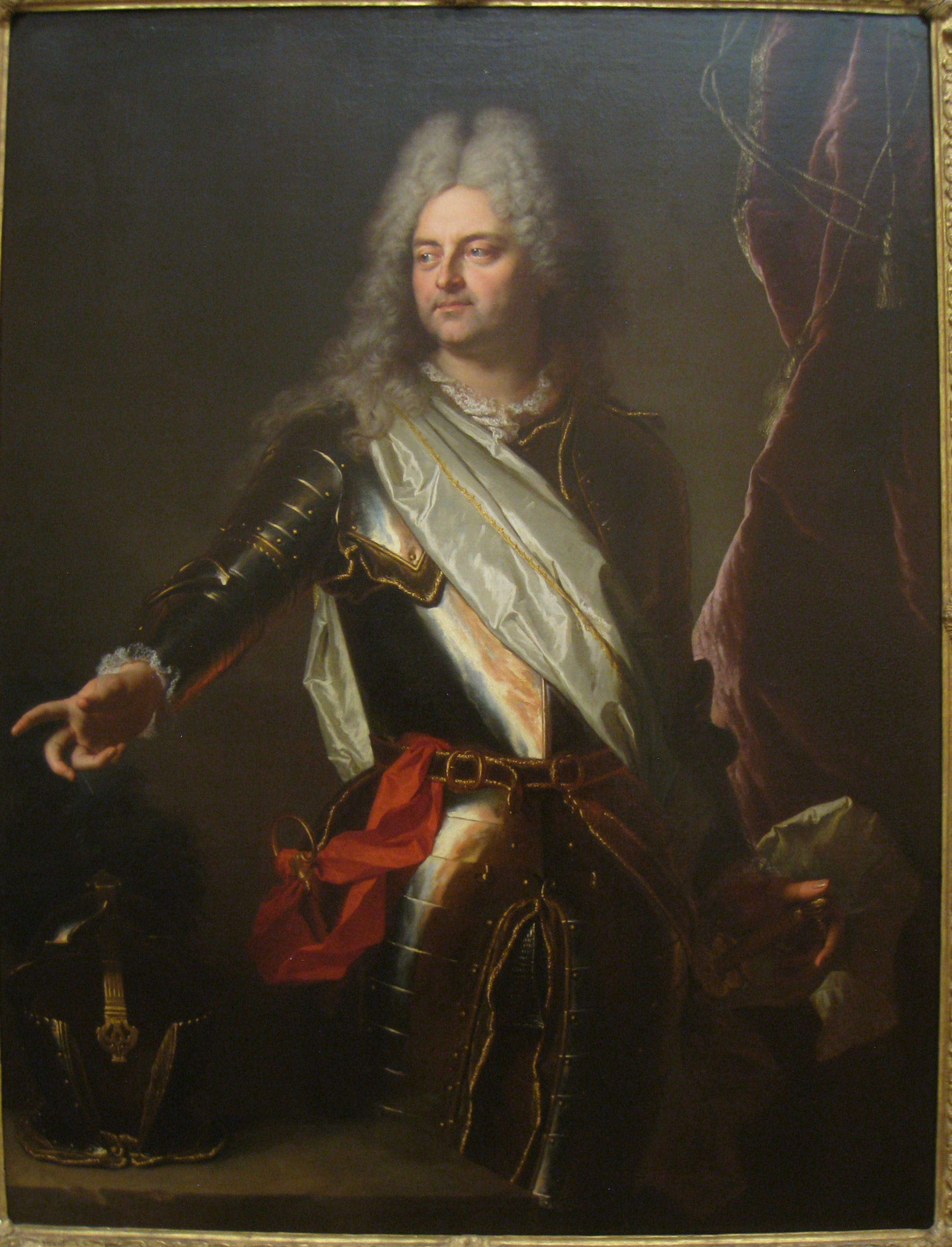
Charles Auguste d'Allonville de Louville
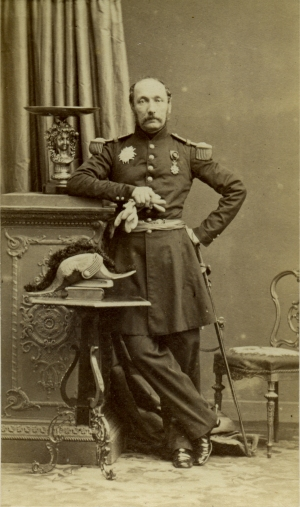
Armand-Octave-Marie d'Allonville
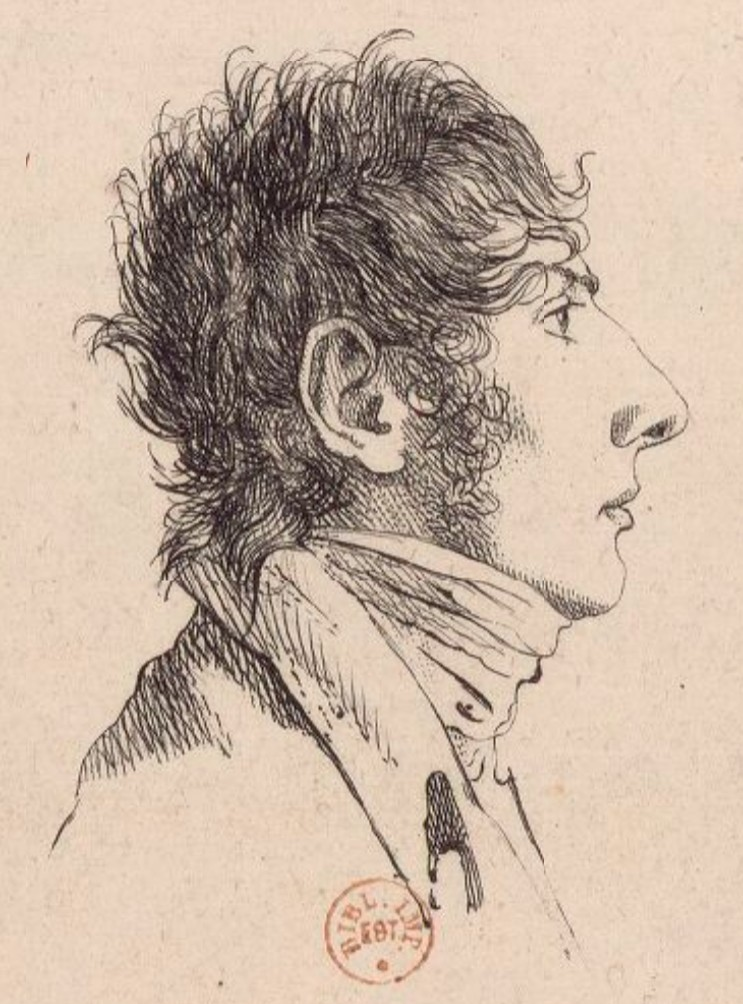
Alexandre Louis d'Allonville d'Oysonville (1774-1852)

## Alliances
Les principales alliances de la famille d’Allonville sont : de Prunelé, de Rochechouart, Hurault de l'Hôpital, de Ségur Cabanac, de la Bourdonnaye, de Munich, Jehannot de Barlillat, Finart, David, etc.

## Armoiries
La famille d'Allonville portait : « d’argent à deux fasces de sable,. »

Armoiries de la famille d'Allonville.